# Naundorf bei Seyda
Naundorf bei Seyda là một đô thị thuộc huyện Wittenberg, bang Saxony-Anhalt, Đức.